# 友谊峰
友誼峰，原名輝騰山，原意為冷山，是位於蒙古國巴彥烏列蓋省和中华人民共和国新疆维吾尔自治区邊界一座山峰，海拔4,374公尺。其西南坡的友谊峰冰川是阿尔泰山脉最大的冰川，也是中國境內海拔最低的山谷冰川。
中蒙邊界經過友誼峰。
从中蒙边界西端起点阿尔泰山脉（蒙古阿尔泰山脉）的奎屯山（塔本波格大乌拉）4050米高地起，界线沿着额尔齐斯河（哈尔额尔齐斯河）和科布多河之间的阿尔泰山脉（蒙古阿尔泰山脉）正干分水岭而行，经过标高为4355米的友谊峰、布的乌哈那斯大坂（波斯塔盖因大坂）、标高为3622.4米的阿拉齐则里根乌拉、曼迪万大坂（布土哈那逊大坂）、索米因大坂、塔黑拉根大坂（塔黑勒特大坂）、3386.8米高地、霍米因大坂、3181.2米高地、扎嘎苏亭大坂、伊赫土龙尼大坂、苏姆代里根大坂、3501.4米高地、标高为3943.2米的温都尔海尔汗山、乌尔莫盖提大坂（依尔莫盖特大坂）和3326.4米高地，到3291.9米高地。——中蒙边界条约第一条

## 攀登历史
- 蒙古国登山者于1956年首次登顶友谊峰。[4]
- 中国登山者的首次登顶在2000年。[5]

## 外部連結
- 苏联地形图M45-104 （页面存档备份，存于）

附注：
中俄国界西段第一界点是中俄蒙国界西端交界点。该界点在阿尔泰山脉（原苏联地图为南阿尔泰山岭）的奎屯山山顶4104米高地（原苏联地图为塔万博格多乌拉4082.0米高地）上，位于中国境内3608米高地（原苏联地图为3608.0米高地）北偏东北约4.8公里，俄罗斯境内3513米高地（原苏联地图为3511.5米高地）西偏西南约9.4公里（中华人民共和国和俄罗斯联邦关于中俄国界西段的协定，1994年9月3日订于莫斯科，見中国人大网）。